# Emblemantha
Emblemantha urnulata es la única especie del género monotípico Emblemantha de arbustos pertenecientes a la antigua familia  Myrsinaceae, ahora subfamilia Myrsinoideae. Es originaria de Indonesia.

## Taxonomía
Emblemantha urnulata fue descrita por Benjamin Clemens Masterman Stone y publicado en Proceedings of the Academy of Natural Sciences of Philadelphia 140(2): 276. 1988.